# 499 (pel·lícula)
499 és una pel·lícula documental híbrida de 2020 dirigida per Rodrigo Reyes. El film és una exploració creativa del llegat del colonialisme al Mèxic contemporani, 500 anys després de la conquesta espanyola de l'Imperi Asteca. La pel·lícula es va estrenar al Festival de Cinema de Tribeca de 2020, on va guanyar el Premi a la millor fotografia en el concurs de documentals. També va guanyar el Premi Golden Frog EnergaCAMERIMAGE al millor docudrama. 499 va rebre el suport de diverses organitzacions com l'Instituto Mexicano de Cinematografía.

## Argument
Barrejant elements de ficció i no ficció, 499 explora el llegat del colonialisme al Mèxic contemporani, gairebé cinc-cents anys després que Hernán Cortés conquerís l'Imperi Asteca.
Un conqueridor fantasmagòric arriba al Mèxic modern. A mesura que s'endinsa a la capital recorda esdeveniments del passat, descobrint testimonis de gent real: supervivents de la violència actual. Mentre la història i el present s'entrellacen, una aterridora imatge es forma sobre el llegat del colonialisme al món contemporani.